# Печников, Яков Давидович
Я́ков Дави́дович Пе́чников (при рождении Янкель Давидович Печник; 27 апреля 1887, Воронеж — 21 февраля 1968, Казань) — советский врач, дерматовенеролог, доктор медицинских наук (1953), профессор (1955). Заслуженный врач Татарской АССР (1945).

## Биография
Родился 27 (15) апреля 1887 года в Воронеже, в семье елецкого мещанина, музыканта Давида Моисеевича Печникова (Печника); семья жила на Большой Девицкой улице, дом № 56. Выпускник Воронежской мужской гимназии.
В 1911 году окончил с отличием медицинский факультет Казанского университета, получив диплом, работал в клинике университета. В 1914 году с началом Первой мировой войны был мобилизован в армию, служил военным врачом. После Октябрьской революции, в 1918 году мобилизован в Красную армии, лечил раненых бойцов в Черкасском и Казанском военных госпиталях.
В 1921 году начал преподавать в Казанском государственном институте для усовершенствования врачей (ГИДУВ), принимал активное участие в становлении молодого института. В 1932 году назначен заведующим кафедрой дерматовенерологии при этом институте. На этой должности он воспитал не одну тысячу дерматовенерологов, работающих в разных уголках Советского Союза.
В годы Великой Отечественной войны служил врачом-консультантом в эвакогоспиталях Казани. В 1953 году успешно защитил докторскую диссертацию на тему «О взаимодействии последовательно наслаивающихся заболеваний». В 1956 году ему присвоено звание профессора.
Написал научные работы по динамике наслаивающихся друг на друга заболеваний в области дерматовенерологии. Также описал особенности течения гонореи при аллергических заболеваниях, методы лечения кожных заболеваний. Свою научно-педагогическую и лечебную работу он сочетал с общественной деятельностью депутата районного Совета, председателя, а затем заместителя председателя Татарского республиканского научного общества дерматовенерологов, председателя Комитета по борьбе с грибковыми заболеваниями горисполкома и др.
Печников награждён Орденом Ленина, в 1945 году ему присвоено почётное звание «Заслуженный врач Татарской АССР».
Умер 21 февраля 1968 года в Казани.

## Награды и звания
- Орден Ленина
- Заслуженный врач Татарской АССР

## Семья
- Брат — Александр Давыдович Печников (Печник; 1885, Елец — 1956, Ленинград), скрипач, музыкальный педагог, многолетний участник Квартета имени Глазунова, доцент кафедры камерного ансамбля Ленинградской консерватории[6]
- Сестра — Минна Давыдовна Берлин-Печникова (в девичестве Мина Давидовна Печник[7], в первом браке Яхнич-Печникова; 1892, Воронеж — 1969, Казань), пианистка и музыкальный педагог, основатель и первая заведующая кафедры общего фортепиано Казанской государственной консерватории, профессор; жена микробиолога и эпидемиолога А. Л. Берлина (1903—1939).
- Двоюродный брат — Александр Абрамович Печников, пианист.